# Iniciativa Financiera del Programa de las Naciones Unidas para el Medio Ambiente
La Iniciativa Financiera del Programa de las Naciones Unidas para el Medio Ambiente (UNEP FI, por sus siglas en inglés United Nations Environment Programme Finance Initiative) es una asociación global establecida entre el Programa de las Naciones Unidas para el Medio Ambiente (UNEP) y el sector financiero. Fue creado en 1992, tras la Cumbre de la Tierra en Río de Janeiro. La UNEP FI está formada por 215 miembros de instituciones financieras y 41 instituciones de apoyo. Entre estos miembros se encuentran bancos, inversores y compañías de seguros.
La UNEP FI busca involucrar al sector privado y al sector financiero mundial, así como fomentar una mejor aplicación de los principios de sostenibilidad en todos los niveles de las operaciones de las instituciones financieras. Su objetivo también ha sido inspirar a sus miembros para que tengan en cuenta las cuestiones medioambientales, sociales y de gobernanza en sus relaciones y operaciones con sus clientes. La Iniciativa Financiera del Programa de las Naciones Unidas para el Medio Ambiente es conocida por su ayuda para facilitar y dar forma a las interacciones entre una amplia gama de socios.
La UNEP FI también es miembro fundador de la iniciativa de Bolsas de Valores Sostenibles de las Naciones Unidas (SSE) junto con los Principios de Inversión Responsable (PRI), la Conferencia de las Naciones Unidas sobre Comercio y Desarrollo (UNCTAD) y el Pacto global de las Naciones Unidas.

## Historia
En 1991, un grupo de banqueros comerciales se reunió y propuso la idea de crear un grupo para ayudar a difundir el calendario medioambiental. En 1992, tras la Cumbre de la Tierra celebrada en Río de Janeiro, se lanzó en Nueva York la Declaración de los Bancos sobre el Medio Ambiente y el Desarrollo Sostenible del UNEP, para asegurar la mejora del desarrollo sostenible, entre otras cuestiones. Esta nueva iniciativa atrajo a una amplia gama de instituciones financieras, como los bancos comerciales y de inversión.
En 1997, esta declaración se redactó de nuevo para que fuera más amplia en su llamamiento y pasó a llamarse Declaración de las Instituciones Financieras sobre el Medio Ambiente y el Desarrollo Sostenible del UNEP. La Iniciativa Bancaria pasó a llamarse Iniciativa de las Instituciones Financieras (FII). En 1999, quedó claro que la FII y la Iniciativa del Sector de los Seguros (III) colaboraban estrechamente debido a las similitudes de los trabajos que realizaban y en 2003, en la Asamblea General Anual, los dos grupos decidieron fusionarse en uno solo. Este grupo se llamaría Iniciativa Financiera del UNEP.
Finalmente, en 2010, la Declaración del UNEP sobre el Medio Ambiente y el Desarrollo Sostenible y la Declaración de Compromiso Ambiental del UNEP se fusionaron en una única declaración denominada Declaración de Compromiso de las Instituciones Financieras sobre el Desarrollo Sostenible del UNEP. Esta declaración se finalizó en 2011.

## Declaración de intenciones
La declaración del UNEP FI es la columna vertebral de la iniciativa. Constituye una lista de directrices básicas que deben seguir las instituciones para adherirse a los principios de sostenibilidad. Estas declaraciones son una aspiración y, por tanto, se siguen de forma voluntaria, lo que disminuye la responsabilidad de la institución.
Los firmantes se convierten en miembros de la iniciativa pagando una cuota nominal. La justificación de la adhesión es que el desarrollo de prácticas sostenibles en las empresas puede aumentar los beneficios al catalizar el principio de la triple cuenta de resultados, que actúa como incentivo para los prestamistas e inversores a través de la mejora de la RSC (Caroll, 1999).
La misión de UNEP FI es "provocar un cambio sistemático en las finanzas para apoyar un mundo sostenible, y se destaca en su lema, cambiar las finanzas, financiar el cambio".
La Iniciativa Financiera del Programa de las Naciones Unidas para el Medio Ambiente trabaja para mantener y mejorar lo siguiente:
- Banca
- Seguros
- Cambio climático
- Ecosistemas
- Impacto positivo
- Eficiencia energética
- Propiedad
- Problemas sociales
- Regiones

## Organización
La secretaría de la UNEP FI tiene su sede en Ginebra, Suiza, en la rama de Recursos y Mercados del Programa de las Naciones Unidas para el Medio Ambiente dentro de la División de Economía. Esta organización está gestionada por el Programa de las Naciones Unidas para el Medio Ambiente. La secretaría se encarga de varias cosas, como fomentar la participación activa de los principales asociados, organizar y prestar servicios a las reuniones pertinentes y preparar los informes correspondientes.
La secretaría actual está a cargo de Eric Usher, que fue nombrado responsable en 2015. Usher tiene experiencia en los sectores de la energía sostenible y las finanzas.

## Mesa redonda mundial
En 1994, se celebró en Ginebra, Suiza, la primera Mesa Redonda Global (GRT), que actualmente se celebra cada dos años. Desde entonces, las Mesas Redondas Globales han recorrido el mundo desde Washington D. C., hasta Ciudad del Cabo, Río de Janeiro y Tokio. Cada evento tiene lugar en una ciudad diferente del mundo.
Este evento reúne a cientos de líderes del sector financiero, así como del gobierno y de las Naciones Unidas. La UNEP FI celebra esta mesa redonda mundial para iniciar una conversación entre los grupos presentes sobre temas como las finanzas sostenibles, el desarrollo sostenible y los retos de un mercado sostenible.
| Año  | Localización     |
| ---- | ---------------- |
| 1994 | Ginebra          |
| 1995 | Londres          |
| 1996 | Londres          |
| 1997 | Nueva York       |
| 1997 | Tokio            |
| 1998 | Cambridge        |
| 1999 | Chicago          |
| 1999 | Oslo             |
| 2000 | Fráncfort        |
| 2002 | Río de Janeiro   |
| 2003 | Tokio            |
| 2005 | Nueva York       |
| 2007 | Melbourne        |
| 2009 | Ciudad del cabo  |
| 2011 | Washington D. C. |
| 2013 | Beijing          |
| 2016 | Dubái            |
| 2018 | París            |

## Contribuciones destacadas
UNEP FI ha sido responsable de la autoría o edición de una serie de publicaciones fundamentales, entre las que se encuentran:
- Un marco legal para la integración de asuntos ambientales, sociales y de gobernanza en la inversión institucional (también conocido como el Informe Freshfields, 2005). Enlace en PDF.
- Responsabilidad fiduciaria: Aspectos jurídicos y prácticos de la integración de las cuestiones medioambientales, sociales y de gobernanza en la inversión institucional (2009). Enlace en PDF.
- El estado global de los seguros sostenibles: Comprender e integrar los factores ambientales, sociales y de gobernanza en los seguros (2009)
- La materialidad del cambio climático: Cómo afrontan las finanzas el tic-tac del reloj (2009). Enlace en PDF.
- Desmitificando el rendimiento de la inversión responsable: Una revisión de las principales investigaciones académicas y de los corredores sobre los factores ASG (2007). Enlace en PDF.